# ガナダラ
ガナダラ（サンスクリット: गणधर gaṇadhara）またはガナハラ（アルダマーガディー語: gaṇahara）は、ジャイナ教初期の僧団の長。マハーヴィーラの時代には11人のガナダラがいたと伝えられており、ジャイナ教徒の信仰の対象になっている。

## 概要
マハーヴィーラの時代にはガナという沙門の集団がいくつかあり、ガナダラによって率いられていた。
『カルパ・スートラ』によると、マハーヴィーラの時代には以下の11人の弟子があった。彼らは皆バラモンの出身であったと伝えられる。
1. インドラブーティ（ゴートラはガウタマ）
2. アグニブーティ（インドラブーティの弟）
3. ヴァーユブーティ（インドラブーティの弟）
4. ヴィヤクタ（ゴートラはバーラドヴァージャ）
5. スダルマン（ゴートラはアグニヴェーシヤーヤナ）
6. マンディカプトラ（ゴートラはヴァーシシュタ）
7. マウリヤプトラ（ゴートラはカーシヤパ）
8. アカンピタ（ゴートラはガウタマ）
9. アチャラブラトリ（ゴートラはハーリターヤナ）
10. メーターリヤ（ゴートラはカウンディニヤ）
11. プラバーサ（同上）

11人のうち、最長老がインドラブーティ・ガウタマで、マハーヴィーラ門下にはいったときに50歳を越えており、もっとも若いプラバーサは16歳だった。
『アーヴァッサヤ・ニッジュッティ』によると、インドラブーティ・ガウタマをはじめとする11人はマハーヴィーラに挑戦したが、最終的に皆自分の弟子たちとともにマハーヴィーラに帰依した。
『カルパ・スートラ』によるとアカンピタとアチャラブラトリ、メーターリヤとプラバーサは2人共同で1つのガナを率いていたので、ガナの数は全部で9つであった。ひとつのガナの人数は250人から500人の間だった。一方、『カルパ・スートラ』のマハーヴィーラの生涯を述べた部分ではインドラブーティ・ガウタマを長とする14000人の沙門の弟子があったと伝えており、数が一致しない。なお、これらのガナは男性の沙門の集団であり、女性や在家信者の集団は別に存在した。
マハーヴィーラが没したときに生きのこっていたのはインドラブーティ・ガウタマとスダルマンのふたりのみであり、他の9人はそれ以前に完全智を得た上で没していた。スダルマンが最後に没し、教団の長はスダルマンからその弟子のジャンブーへと継承された。
それ以降も新しいガナが作られることがあった。『カルパ・スートラ』によると、第6代バドラバーフの弟子のうちには新しいガナを創始する者があった。またガナの中にサーカーやクラという下位集団が作られることもあったが、初期以降には存在せず、これらの集団が具体的にどのようなものであったかはよくわかっていない。